# Správní rada
Správní rada, řídící nebo výkonný výbor je skupina lidí jmenovaná nebo volená jako rozhodovací orgán organizace. Může být statutárním orgánem některých právnických osob nebo na statutární orgán dané korporace dohlíží. Určuje pak např. základní zaměření instituce (společnosti) a její vedení a dohlíží na jeho řádný výkon.
Například Výkonná rada Hongkongu radí a pomáhá šéfovi administrativy Hongkongu. Podobně je tomu v Katalánsku, Jižní Africe, Austrálii nebo Nigérii.
Výkonný výbor má například Komunistická strana Číny a politické strany obecně, Mezinárodní astronomická unie, Organizace pro hospodářskou spolupráci a rozvoj a mnoho dalších.

## Česko
Správní rada se v českém právu vytváří např. u akciové společnosti, nadace, ústavu nebo veřejné vysoké školy.
Výkonný výbor má i Česká astronomická společnost, Česká unie sportu, Fotbalová asociace České republiky a mnoho dalších.

### Akciová společnost
Je-li u akciové společnosti vytvářena správní rada, jedná se o monistický systém (v dualistickém systému se vytváří představenstvo a dozorčí rada). Správní rada akciové společnosti určuje základní zaměření obchodního vedení společnosti a dohlíží na jeho řádný výkon. Do působnosti správní rady náleží jakákoliv věc týkající se této akciové společnosti, ledaže ji zákon o obchodních korporacích svěřuje do působnosti valné hromady (resp. vlastníků). Jedná se o kontrolně-řídící orgán. Neurčí-li stanovy jinak, má správní rada zpravidla 3 členy.
Správní rada volí a odvolává svého předsedu, který pak stojí v jejím čele, organizuje a řídí její činnost a dohlíží na řádný výkon funkce správní radě podřízených orgánů společnosti. 